# Elezioni comunali in Liguria del 1994
Le elezioni comunali in Liguria del 1994 si tennero il 12 giugno (con ballottaggio il 26 giugno) e il 20 novembre (con ballottaggio il 4 dicembre).

## Elezioni del giugno 1994

### Provincia di Imperia

#### Ventimiglia
| Candidati                            | Candidati                      | II turno             | II turno         | I turno | I turno | Liste                               | Voti   | %     | Seggi |
| Candidati                            | Candidati                      | Voti                 | %                | Voti    | %       | Liste                               | Voti   | %     | Seggi |
| ------------------------------------ | ------------------------------ | -------------------- | ---------------- | ------- | ------- | ----------------------------------- | ------ | ----- | ----- |
|                                      | Claudio Berlengiero ✔️ Sindaco | 9 258                | 65,66            | 4 957   | 29,04   | Progressisti                        | 1 618  | 11,15 | 5     |
| Rinnovare                            | Claudio Berlengiero ✔️ Sindaco | 9 258                | 65,66            | 4 957   | 29,04   | 1 086                               | 7,48   | 4     |       |
| Partito della Rifondazione Comunista | Claudio Berlengiero ✔️ Sindaco | 9 258                | 65,66            | 4 957   | 29,04   | 1 043                               | 7,19   | 3     |       |
|                                      | Renato Rossi                   | 4 841                | 34,34            | 4 247   | 24,88   | Forza Italia                        | 2 608  | 17,97 | 3     |
| Alleanza Nazionale                   | Renato Rossi                   | 4 841                | 34,34            | 4 247   | 24,88   | 806                                 | 5,55   | –     |       |
| Unione di Centro                     | Renato Rossi                   | 4 841                | 34,34            | 4 247   | 24,88   | 767                                 | 5,29   | –     |       |
| Seggio di coalizione                 | Seggio di coalizione           | Seggio di coalizione | 34,34            | 4 247   | 24,88   | 1                                   |        |       |       |
|                                      | Lorenzo Viale                  | Lorenzo Viale        | Lorenzo Viale    | 2 443   | 14,31   | Popolari per Ventimiglia            | 1 305  | 8,99  | –     |
| Svolta Intemelia                     | Lorenzo Viale                  | Lorenzo Viale        | Lorenzo Viale    | 2 443   | 14,31   | 542                                 | 3,73   | –     |       |
| Seggio di coalizione                 | Seggio di coalizione           | Seggio di coalizione | Lorenzo Viale    | 2 443   | 14,31   | 1                                   |        |       |       |
|                                      | Paolo Boggio                   | Paolo Boggio         | Paolo Boggio     | 1 714   | 10,04   | Alleanza Democratica                | 892    | 6,15  | –     |
| Partito Repubblicano Italiano        | Paolo Boggio                   | Paolo Boggio         | Paolo Boggio     | 1 714   | 10,04   | 653                                 | 4,50   | –     |       |
| Seggio di coalizione                 | Seggio di coalizione           | Seggio di coalizione | Paolo Boggio     | 1 714   | 10,04   | 1                                   |        |       |       |
|                                      | Gaetano Scullino               | Gaetano Scullino     | Gaetano Scullino | 1 639   | 9,60    | Patto Segni                         | 1 490  | 10,27 | –     |
| Seggio di coalizione                 | Seggio di coalizione           | Seggio di coalizione | Gaetano Scullino | 1 639   | 9,60    | 1                                   |        |       |       |
|                                      | Anna Bonzano                   | Anna Bonzano         | Anna Bonzano     | 1 396   | 8,18    | Movimento Federalista Ventimigliese | 1 007  | 6,94  | –     |
| Seggio di coalizione                 | Seggio di coalizione           | Seggio di coalizione | Anna Bonzano     | 1 396   | 8,18    | 1                                   |        |       |       |
|                                      | Roberto Ramella                | Roberto Ramella      | Roberto Ramella  | 673     | 3,94    | Lega Nord                           | 695    | 4,79  | –     |
| Totale                               | Totale                         | 14 099               | 100              | 17 069  | 100     |                                     | 14 512 | 100   | 20    |
|                                      |                                |                      |                  |         |         |                                     |        |       |       |
| Fonte: Ministero dell'interno        |                                |                      |                  |         |         |                                     |        |       |       |

### Provincia di Savona

#### Savona
| Candidati                            | Candidati                     | II turno             | II turno         | I turno | I turno | Liste                              | Voti   | %     | Seggi |
| Candidati                            | Candidati                     | Voti                 | %                | Voti    | %       | Liste                              | Voti   | %     | Seggi |
| ------------------------------------ | ----------------------------- | -------------------- | ---------------- | ------- | ------- | ---------------------------------- | ------ | ----- | ----- |
|                                      | Francesco Gervasio ✔️ Sindaco | 22 761               | 52,92            | 22 507  | 47,10   | Forza Italia                       | 8 548  | 21,12 | 11    |
| Lega Nord                            | Francesco Gervasio ✔️ Sindaco | 22 761               | 52,92            | 22 507  | 47,10   | 6 066                              | 14,99  | 8     |       |
| Partito Popolare Italiano            | Francesco Gervasio ✔️ Sindaco | 22 761               | 52,92            | 22 507  | 47,10   | 4 389                              | 10,85  | 5     |       |
|                                      | Aldo Pastore                  | 20 246               | 47,08            | 20 665  | 43,24   | Savona Progressista                | 10 975 | 27,12 | 9     |
| Partito della Rifondazione Comunista | Aldo Pastore                  | 20 246               | 47,08            | 20 665  | 43,24   | 4 676                              | 11,56  | 4     |       |
| La Rete - Verdi Alternativi          | Aldo Pastore                  | 20 246               | 47,08            | 20 665  | 43,24   | 1 202                              | 2,97   | 1     |       |
| Partito Pensionati                   | Aldo Pastore                  | 20 246               | 47,08            | 20 665  | 43,24   | 398                                | 0,98   | –     |       |
| Seggio di coalizione                 | Seggio di coalizione          | Seggio di coalizione | 47,08            | 20 665  | 43,24   | 1                                  |        |       |       |
|                                      | Ugo Ghione                    | Ugo Ghione           | Ugo Ghione       | 1 766   | 3,70    | Alleanza Nazionale                 | 1 699  | 4,20  | –     |
| Seggio di coalizione                 | Seggio di coalizione          | Seggio di coalizione | Ugo Ghione       | 1 766   | 3,70    | 1                                  |        |       |       |
|                                      | Stefano Bosio                 | Stefano Bosio        | Stefano Bosio    | 1 279   | 2,68    | Movimento Federalista Savonese (A) | 1 034  | 2,56  | –     |
|                                      | Giampiero Suetta              | Giampiero Suetta     | Giampiero Suetta | 988     | 2,07    | Federazione dei Verdi              | 851    | 2,10  | –     |
|                                      | Alfonso Lepore                | Alfonso Lepore       | Alfonso Lepore   | 582     | 1,22    | Arco Azzurro                       | 626    | 1,55  | –     |
| Totale                               | Totale                        | 43 007               | 100              | 47 787  | 100     |                                    | 40 464 | 100   | 40    |
|                                      |                               |                      |                  |         |         |                                    |        |       |       |
| Fonte: Ministero dell'interno        |                               |                      |                  |         |         |                                    |        |       |       |

## Elezioni del novembre 1994

### Provincia di Genova

#### Sestri Levante
| Candidati                     | Candidati               | II turno              | II turno              | I turno | I turno | Liste                 | Voti   | %     | Seggi |
| Candidati                     | Candidati               | Voti                  | %                     | Voti    | %       | Liste                 | Voti   | %     | Seggi |
| ----------------------------- | ----------------------- | --------------------- | --------------------- | ------- | ------- | --------------------- | ------ | ----- | ----- |
|                               | Mario Chella ✔️ Sindaco | 6 756                 | 55,41                 | 5 085   | 37,29   | Progresso per Sestri  | 3 819  | 31,92 | 11    |
| Patto di Solidarietà          | Mario Chella ✔️ Sindaco | 6 756                 | 55,41                 | 5 085   | 37,29   | 463                   | 3,87   | 1     |       |
|                               | Giovanni Traversaro     | 5 436                 | 44,59                 | 3 442   | 25,24   | Lega Nord             | 3 069  | 25,65 | 3     |
| Seggio di coalizione          | Seggio di coalizione    | Seggio di coalizione  | 44,59                 | 3 442   | 25,24   | 1                     |        |       |       |
|                               | Giorgio Repossi         | Giorgio Repossi       | Giorgio Repossi       | 2 923   | 21,44   | Libertà e Buongoverno | 1 326  | 11,08 | 1     |
| Cristiani e Riformisti        | Giorgio Repossi         | Giorgio Repossi       | Giorgio Repossi       | 2 923   | 21,44   | 1 226                 | 10,25  | 1     |       |
| Seggio di coalizione          | Seggio di coalizione    | Seggio di coalizione  | Giorgio Repossi       | 2 923   | 21,44   | 1                     |        |       |       |
|                               | Giacomo Conti           | Giacomo Conti         | Giacomo Conti         | 1 346   | 9,87    | PRC - FdV             | 1 251  | 10,46 | –     |
| Seggio di coalizione          | Seggio di coalizione    | Seggio di coalizione  | Giacomo Conti         | 1 346   | 9,87    | 1                     |        |       |       |
|                               | Gian Valentino Bulfon   | Gian Valentino Bulfon | Gian Valentino Bulfon | 453     | 3,32    | La Mia Città          | 454    | 3,79  | –     |
|                               | Andrea Giordano         | Andrea Giordano       | Andrea Giordano       | 387     | 2,84    | Insieme per Sestri    | 356    | 2,98  | –     |
| Totale                        | Totale                  | 12 192                | 100                   | 13 636  | 100     |                       | 11 964 | 100   | 20    |
|                               |                         |                       |                       |         |         |                       |        |       |       |
| Fonte: Ministero dell'interno |                         |                       |                       |         |         |                       |        |       |       |